# Kneja
Kneja, polnisch Knieja, ist ein Dorf in der Gemeinde Zembowitz (Zębowice), Woiwodschaft Oppeln in Polen. Es liegt fünf Kilometer westlich vom Gemeindesitz Zembowitz, 17 Kilometer südwestlich der Kreisstadt Olesno und 27 Kilometer östlich der Woiwodschaftshauptstadt Oppeln. Von 1936 bis 1945 trug der Ort den Namen Heidewald.